# Lady Washington
Le Lady Washington est un brick américain, à coque bois, réplique d'un ancien sloop marchand des années 1750, construit dans l'ancienne colonie britannique du Massachusetts.

## Histoire

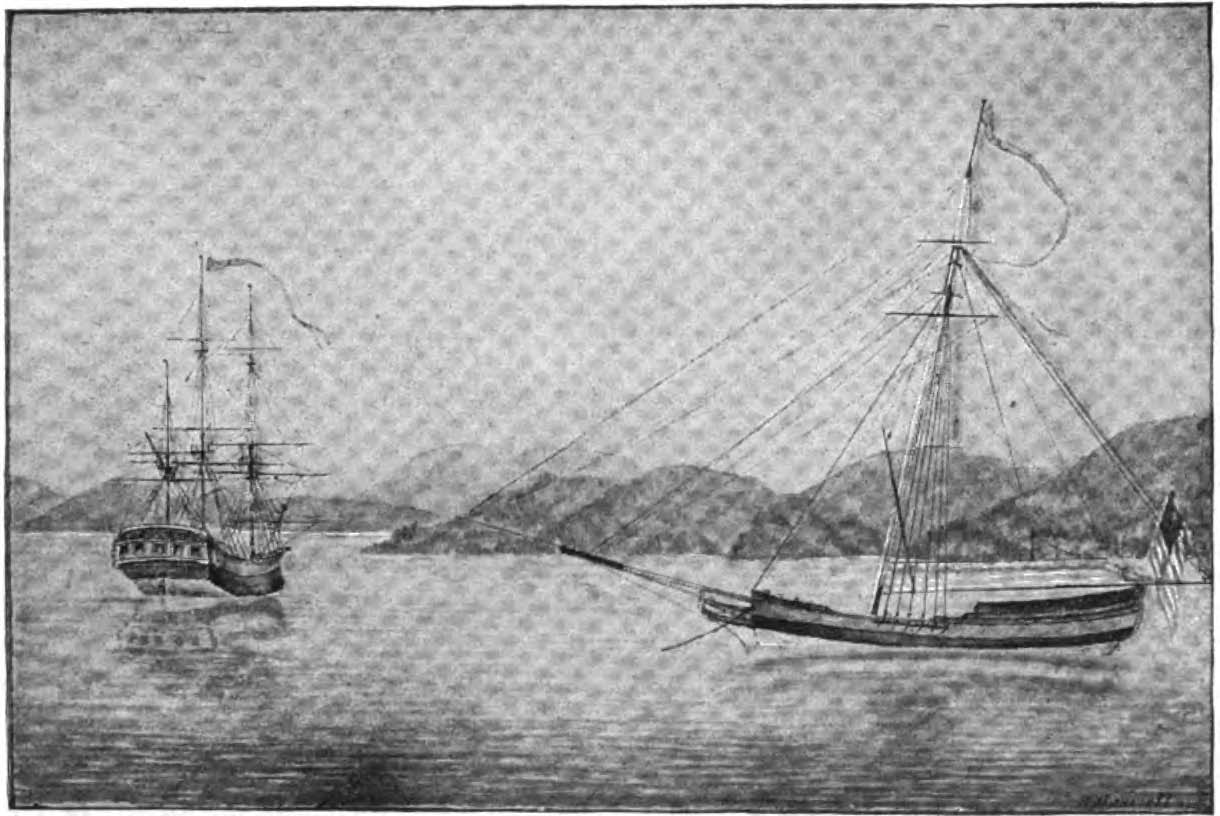
Le Columbia Rediviva et le Lady Washington, dessin de 1892.

Le Lady Washington original transportait du fret entre les différents ports coloniaux britanniques jusqu'à la guerre d'indépendance. En 1787, après la guerre, le navire est remis en état. Le capitaine Robert Gray entreprend le passage du cap Horn pour rejoindre la côte Ouest de l'Amérique du Nord. Le Lady Washington sera le premier navire américain à rejoindre Honolulu, Hong Kong et le Japon. Il a ouvert le commerce de la perle noire et du bois de santal.
Il restera dans le Pacifique pour le commerce et sombrera en 1798 aux îles Philippines.
La réplique du Lady Washington a été réalisée en 1989 à Aberdeen dans l'État de Washington, au Grays Harbor, du nom du capitaine Robert Gray qui découvrit ce port. Cette construction s'est faite sous les auspices de la Grays Harbor Historical Seaport Authority, association gestionnaire du Lady Washington, pour la célébration, en 1989, du centenaire de l'état de Washington.
Le Lady Washington navigue comme navire-école sur la côte Ouest des États-Unis avec un autre voilier de la même association : le Hawaiian Chieftain. Récemment, il a servi à différents tournages de film dans Star Trek : Générations ou dans Pirates des Caraïbes : La Malédiction du Black Pearl  ou il représente l'Interceptor . Il a également servi de base d’RLS Legacy dans La Planète au trésor, un nouvel univers de Walt Disney, ainsi que dans la vidéo de Macklemore et Ryan Lewis, Can't Hold Us.
Aujourd'hui, le navire est utilisé pour représenter le Jolly Roger, le navire du capitaine Crochet dans la saison 2 de Once Upon a Time, une série du studio ABC appartenant également au groupe Disney.

## Galerie d'images

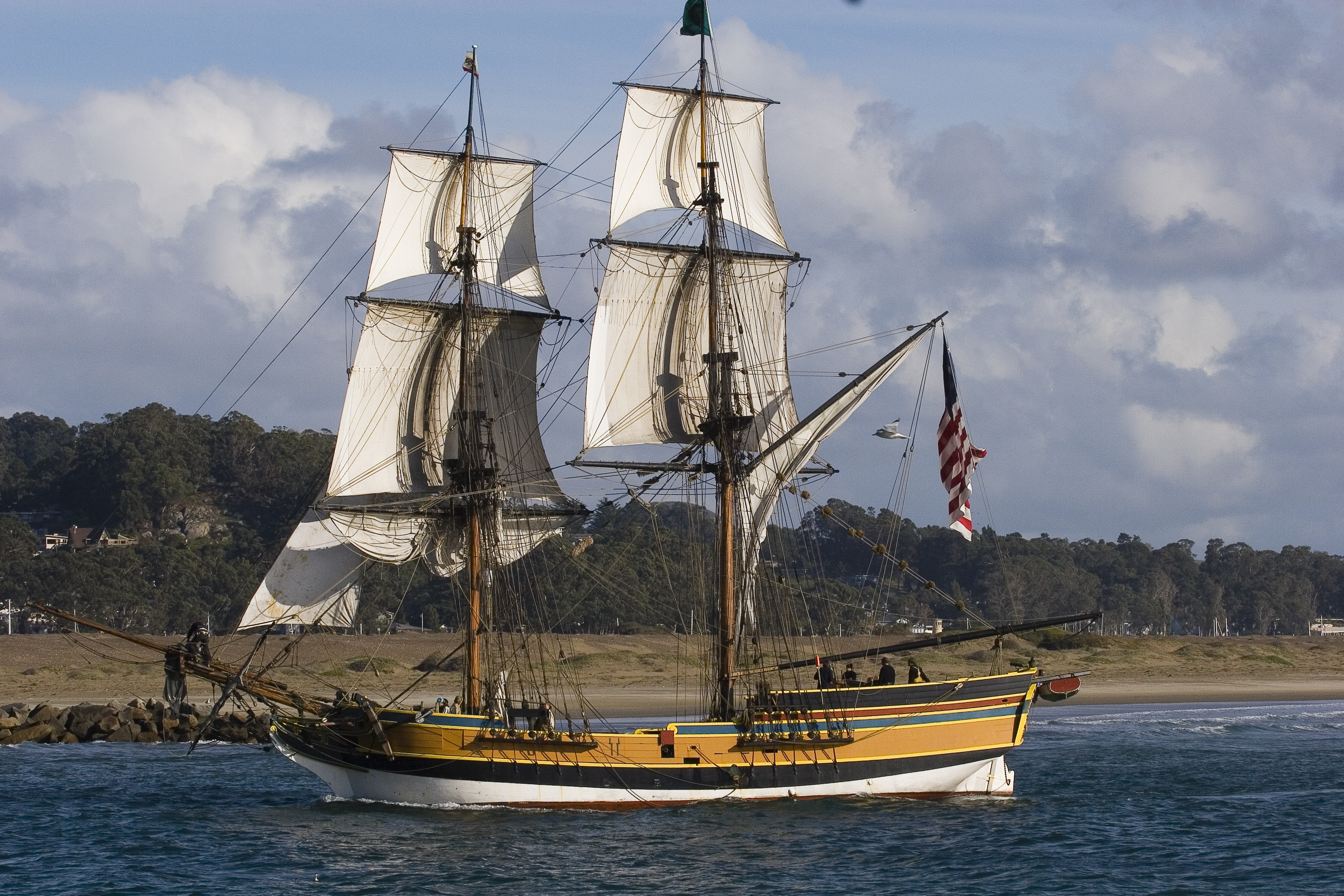
Navire en 2007 à Morro Bay (Californie)
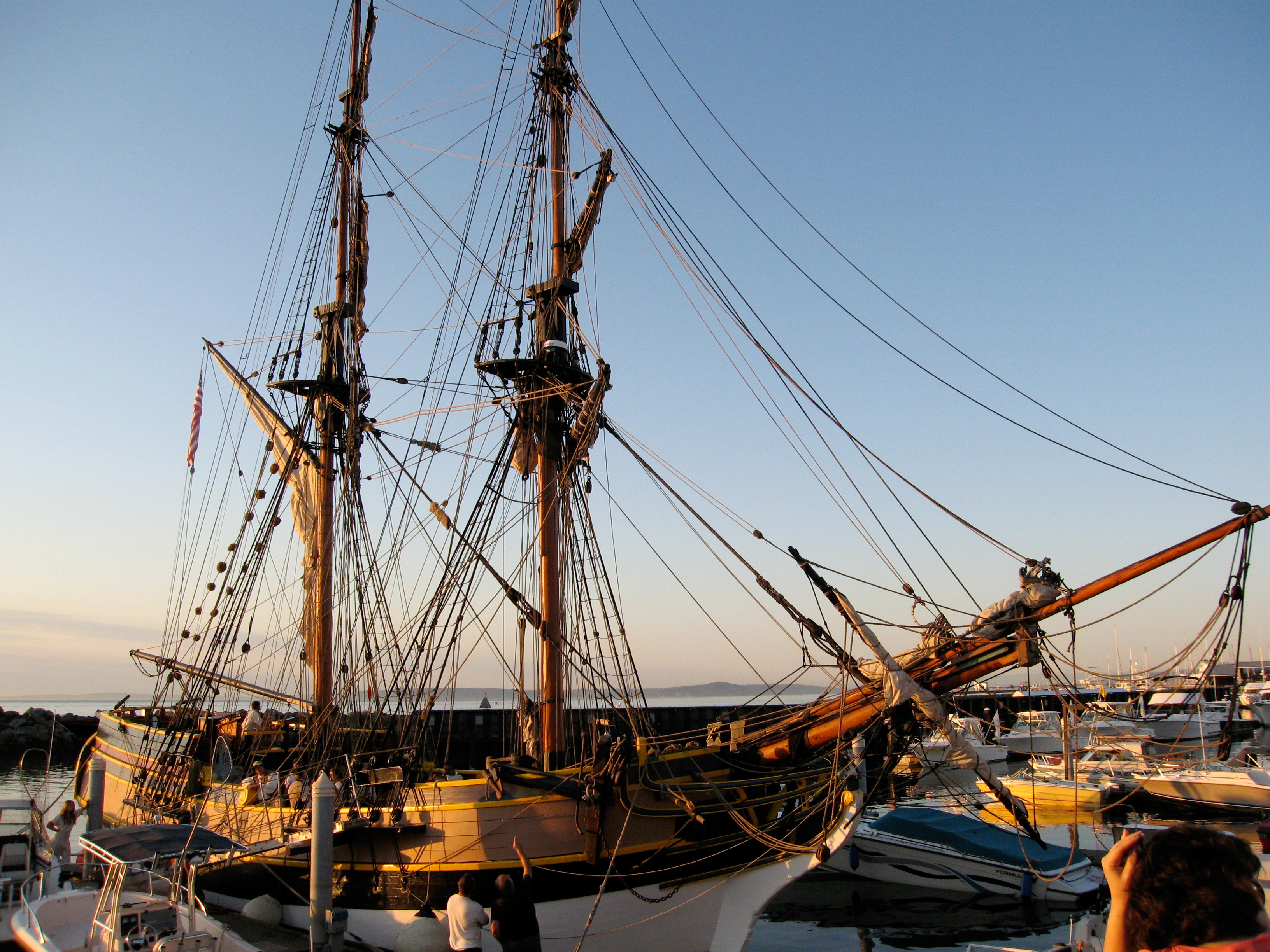
Navire au Port of Edmonds
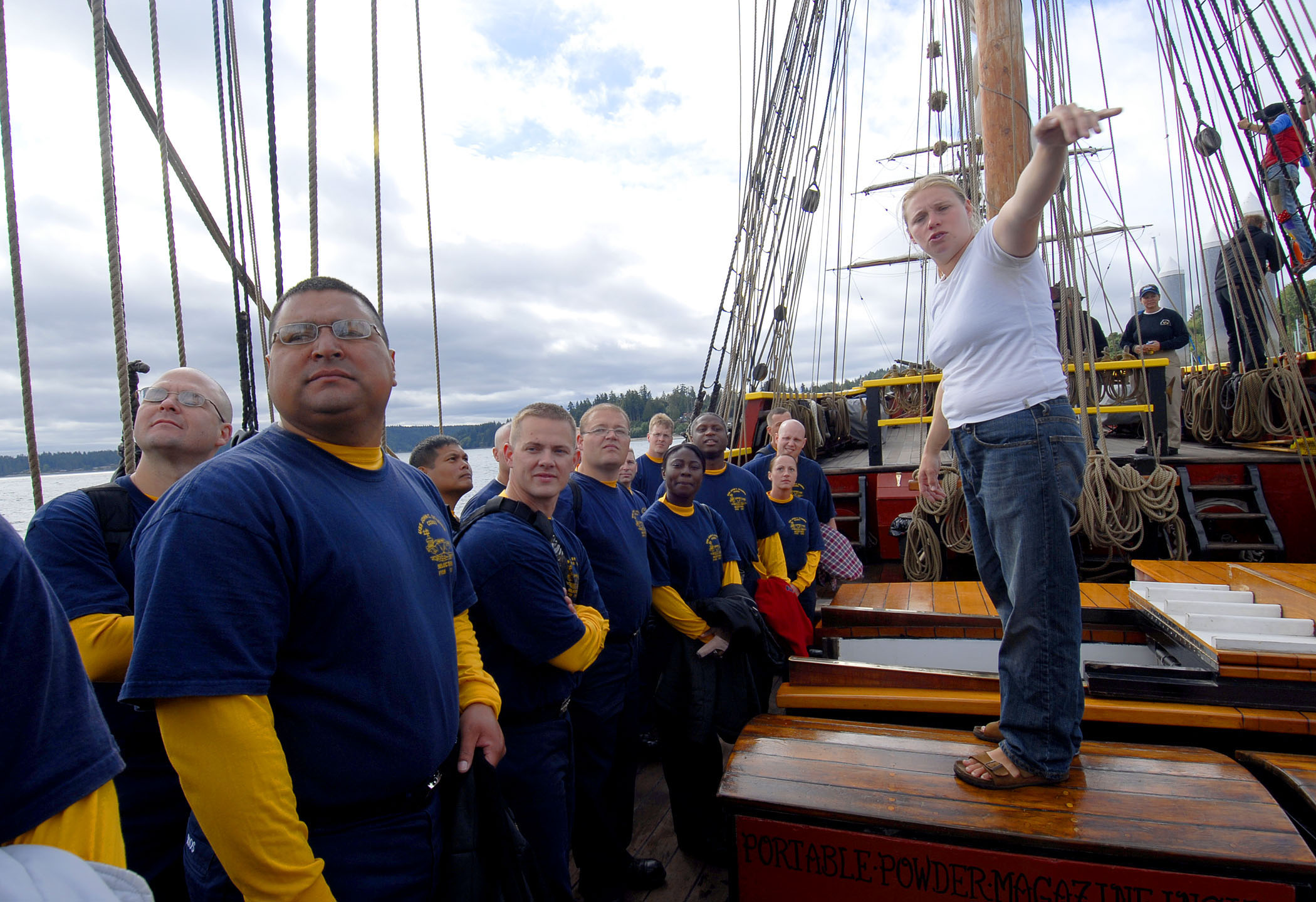
Les cadets de l'US Navy sur le pont
Le navire à Seattle vue de l'arriere
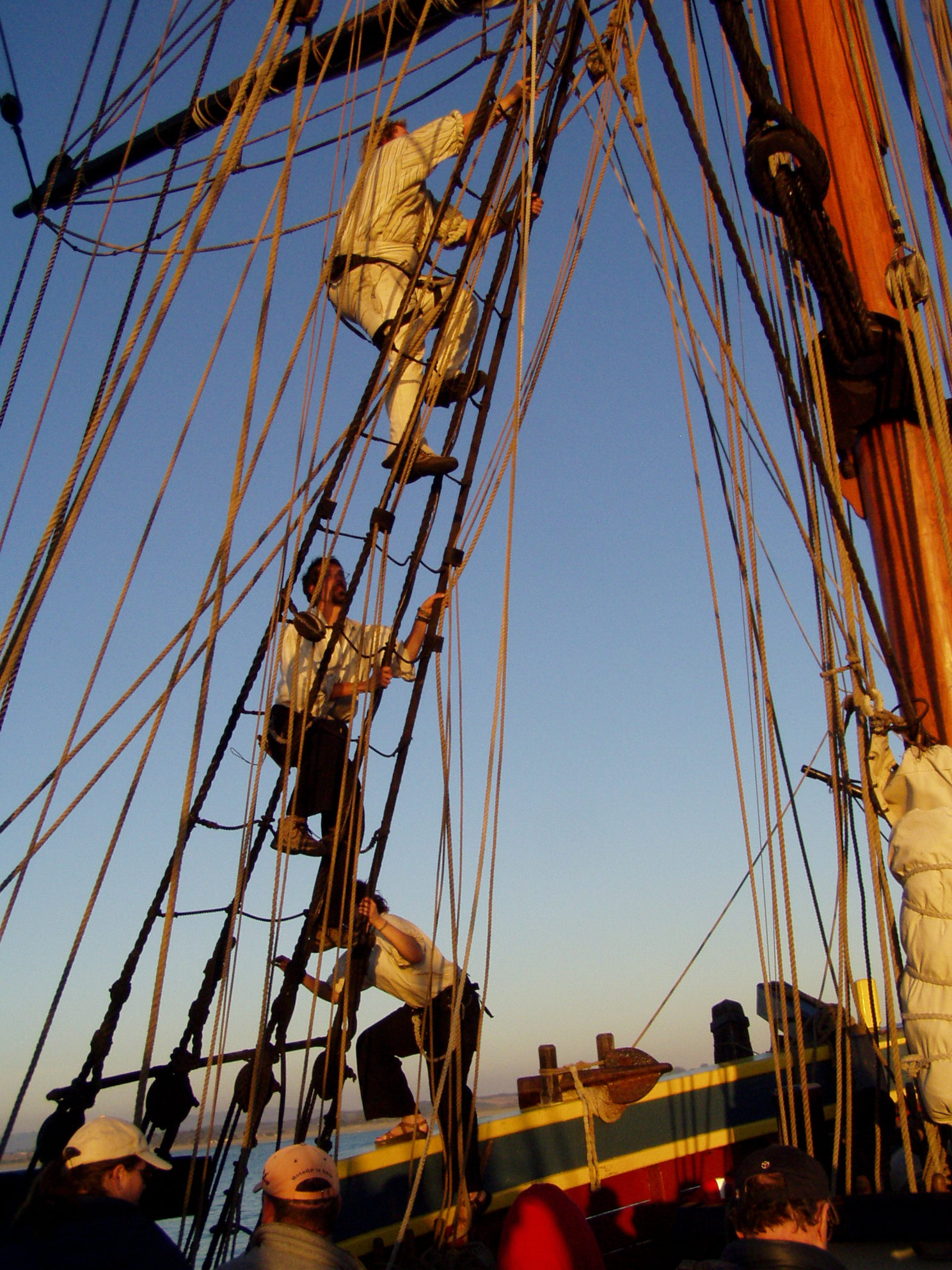
Gabiers montant au gréement
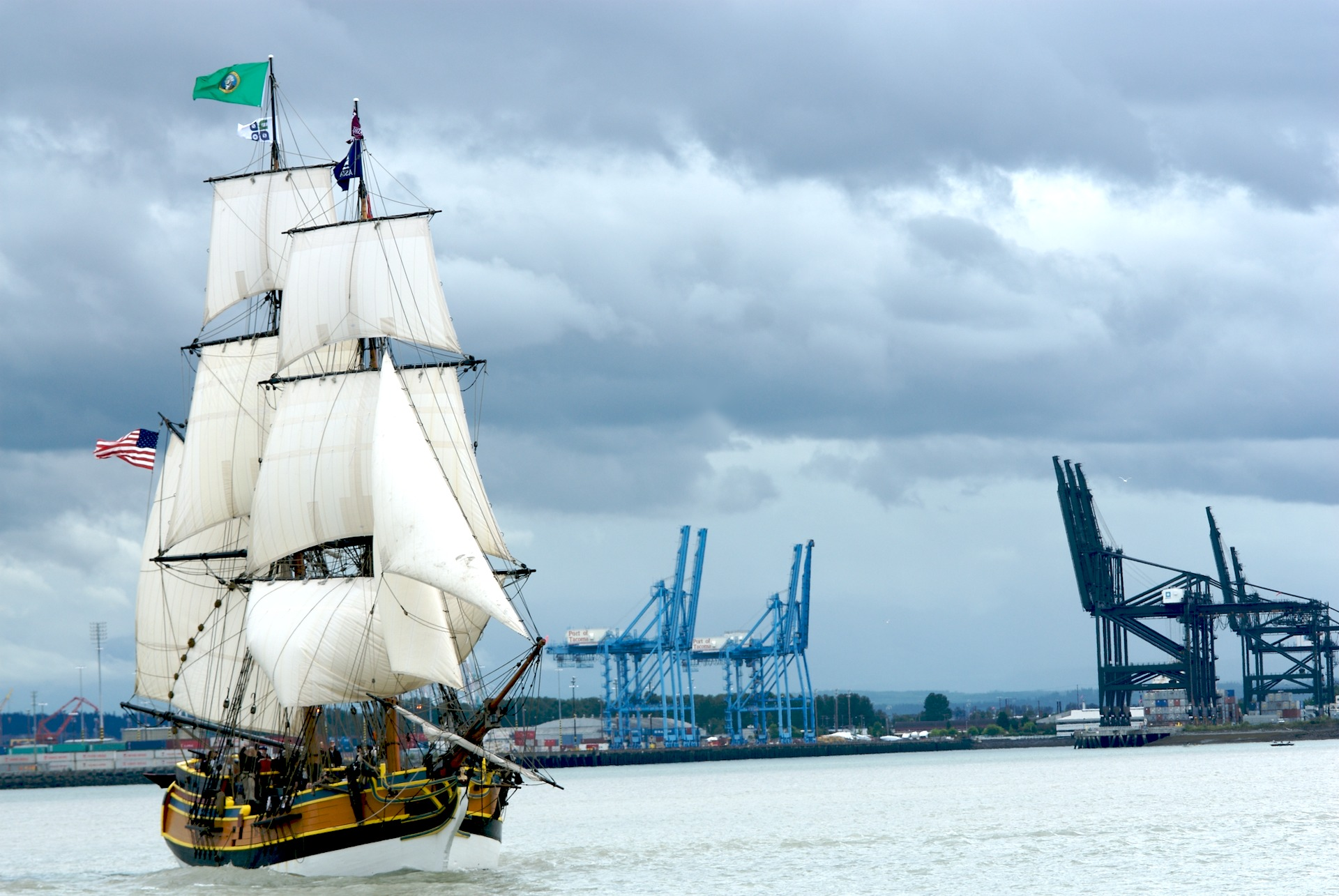
Le Lady Washington a Commencement Bay
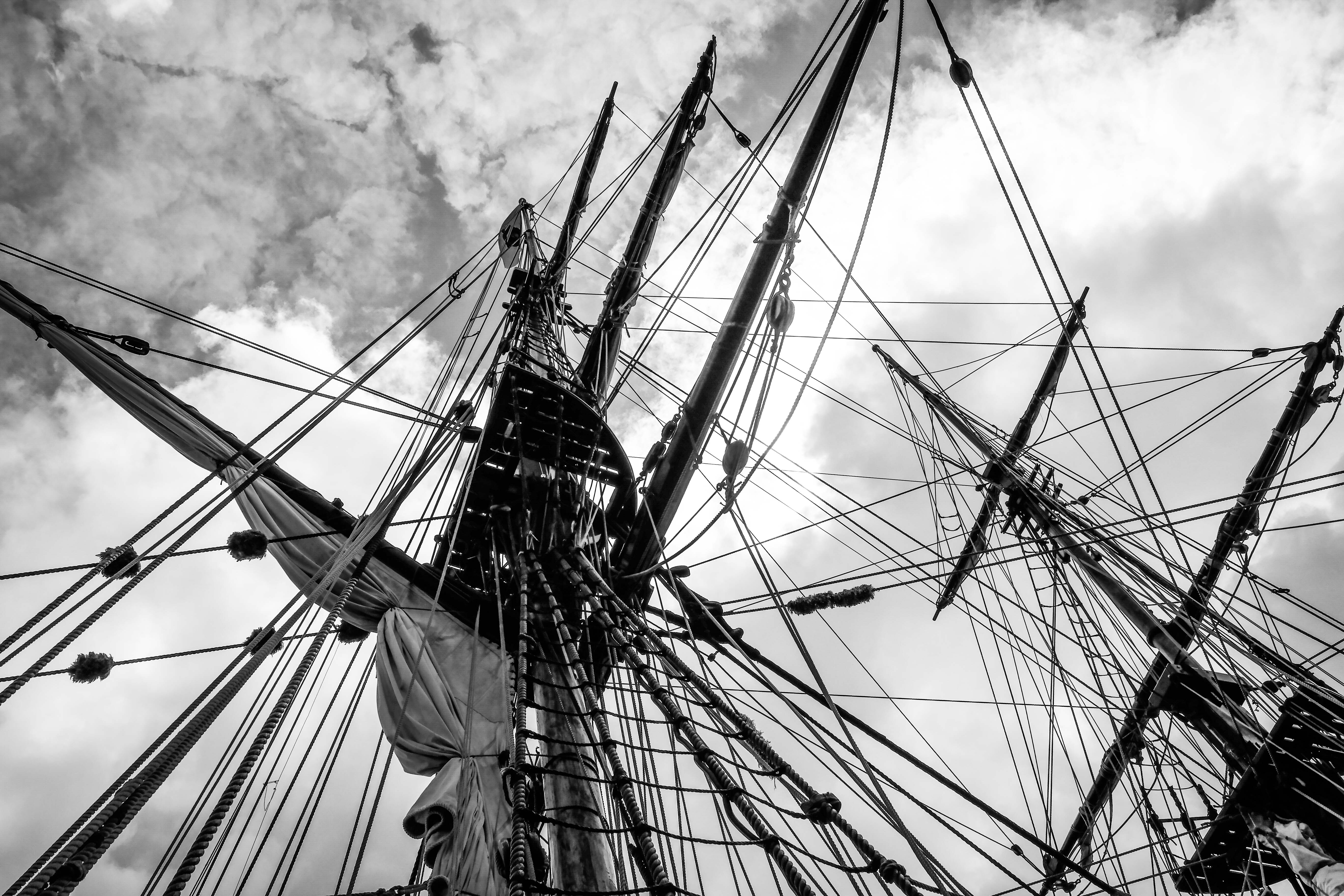
Détail du gréement
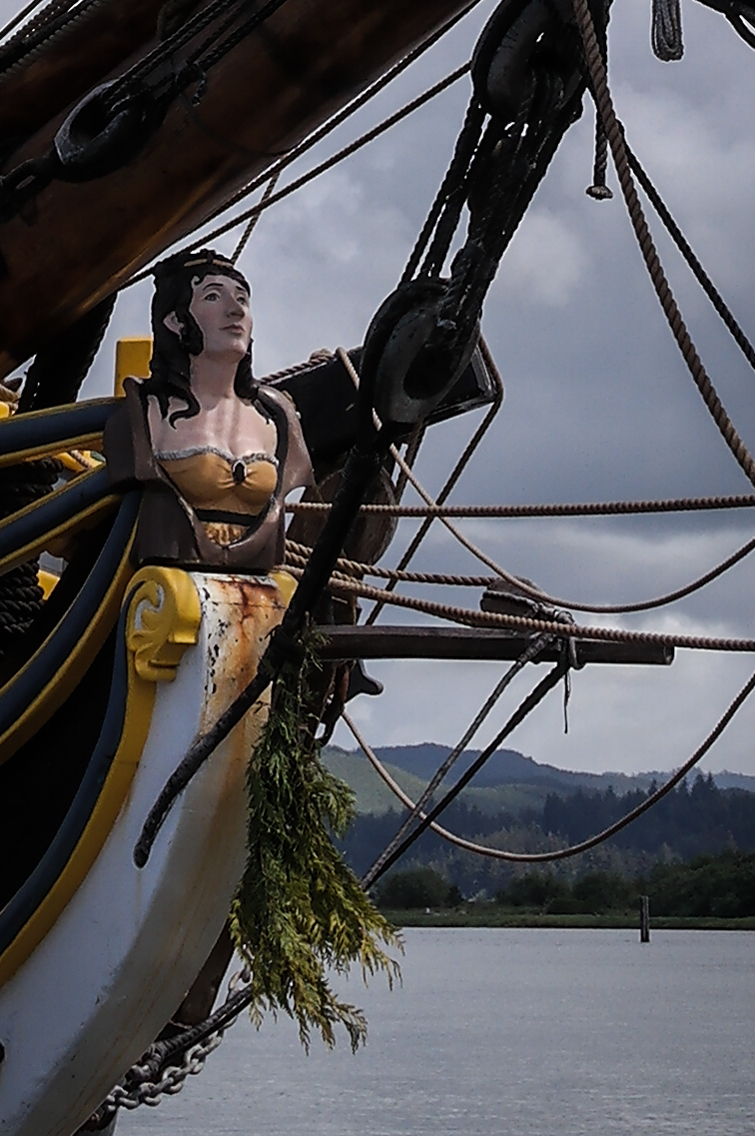
Figure de proue
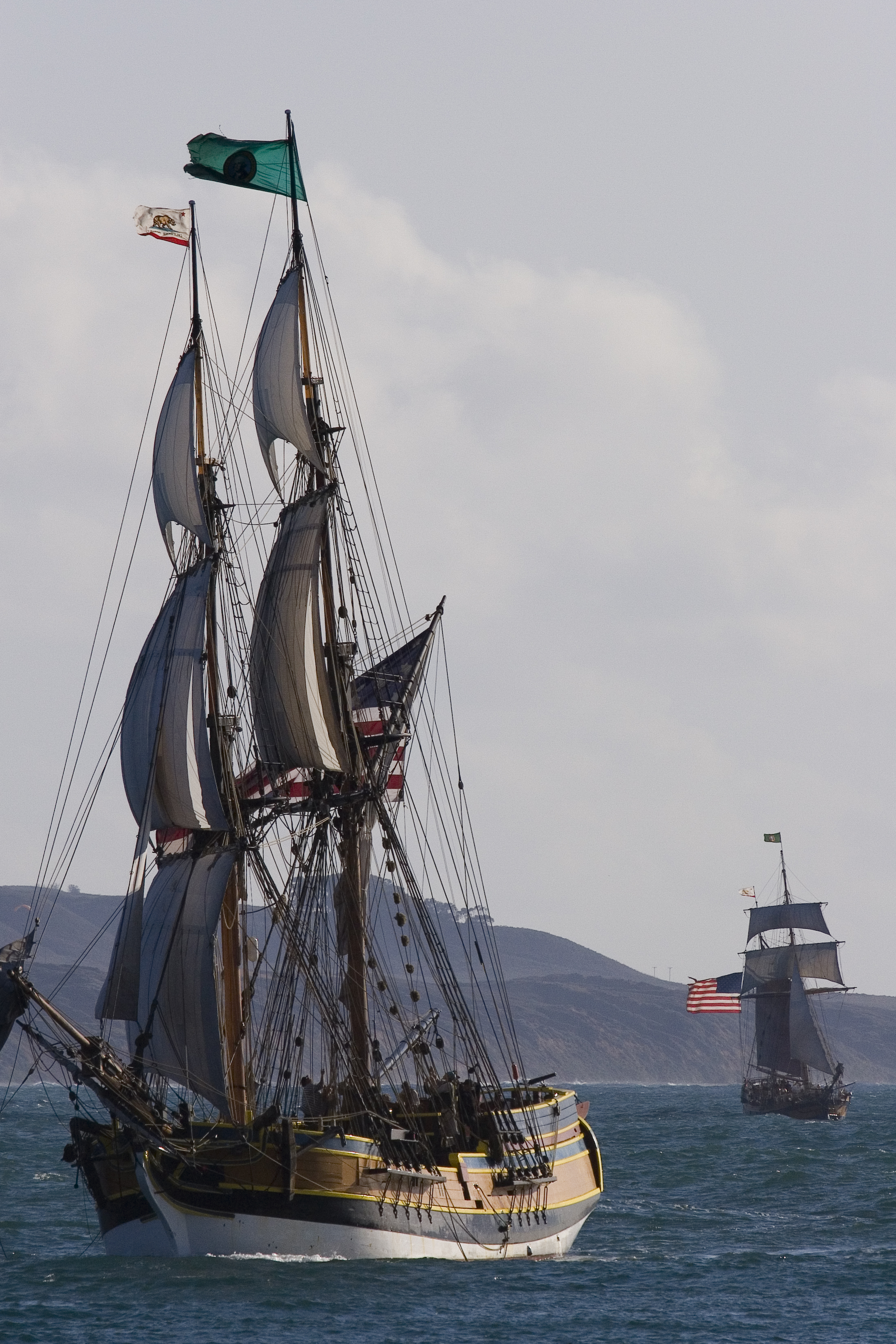
Le Lady Washington et l'Hawaiian Chieftain en arrière plan